# Scarus frenatus
Scarus frenatus là một loài cá biển thuộc chi Scarus trong họ Cá mó. Loài này được mô tả lần đầu tiên vào năm 1802.

## Từ nguyên
Tính từ định danh của loài trong tiếng Latinh có nghĩa là "được đeo dây cương", hàm ý đề cập đến các dải sọc trên đầu của cá đực: một ở trên và một ở dưới mõm, nối với mắt và kéo dài đến rìa sau của nắp mang.

## Phạm vi phân bố và môi trường sống
Từ Biển Đỏ và bờ biển phía nam bán đảo Ả Rập, S. frenatus được ghi nhận trải dài dọc theo bờ biển Đông Phi, bao gồm Madagascar và hầu hết các đảo quốc thuộc Ấn Độ Dương, cũng như bờ biển phía nam Ấn Độ và Tây Úc.
Còn ở Thái Bình Dương, từ biển Andaman, phạm vi của S. frenatus trải dài đến hầu hết vùng biển các nước Đông Nam Á; ngược lên phía bắc đến quần đảo Ryukyu và quần đảo Ogasawara, cũng như vùng biển phía nam Nhật Bản; mở rộng phạm vi sang phía đông đến nhiều đảo quốc và quần đảo thuộc châu Đại Dương (trừ quần đảo Hawaii), xa nhất là đến quần đảo Line và đảo Ducie; giới hạn phía nam đến đảo Lord Howe và Rapa Iti.
Môi trường sống của S. frenatus là các rạn san hô viền bờ ở độ sâu đến ít nhất là 25 m (ít khi được tìm thấy ở vùng nước nông); cá con thường sống gần các rạn san hô trong đầm phá.

## Mô tả
S. frenatus có chiều dài cơ thể tối đa được biết đến là 47 cm. Vây đuôi cụt hoặc hơi lõm ở cá cái, lõm sâu hơn tạo thành hình lưỡi liềm ở cá đực trưởng thành. Cá đực và cá cái có thể có răng nanh ở phía sau phiến răng của hàm trên.
Cá cái màu vàng xám đến nâu đỏ với 6 sọc nâu sẫm dọc theo chiều dài cơ thể (đôi khi không hiện rõ). Các vây có màu đỏ. Vảy ở thân dưới và bụng ánh màu vàng kim. Phiến răng trắng. Cá đực có màu xanh lục tươi ở cuống đuôi. Nửa đầu trên và 2/3 thân trước được bao phủ bởi các vệt đốm màu cam nguệch ngoạc như mê cung. Nửa đầu dưới có màu lục sáng với các vệt màu hồng cam (sẫm màu tím khi được quan sát dưới nước) bao quanh miệng và trên cằm. Phiến răng màu lục lam. Vây lưng và vây hậu môn cùng hai thùy đuôi có viền xanh lam. Vây đuôi có một dải vòng cung màu cam viền lấy hai thùy đuôi.
Số gai vây lưng: 9; Số tia vây ở vây lưng: 10; Số gai vây hậu môn: 3; Số tia vây ở vây hậu môn: 9; Số tia vây ở vây ngực: 14–15.

## Sinh thái học
Thức ăn của S. frenatus chủ yếu là tảo. S. frenatus thường sống đơn độc, nhưng cũng có thể lẫn vào đàn của những loài cá mó khác khi cùng kiếm ăn. Cá đực cũng có thể sống theo chế độ hậu cung, gồm một vài con cái cùng sống trong lãnh thổ của nó.
Tuổi thọ tối đa được ghi nhận ở loài này là 20 năm tuổi. S. frenatus là một loài lưỡng tính tiền nữ, tức cá đực là từ cá cái chuyển đổi giới tính mà thành.

## Thương mại
S. frenatus được đánh bắt và tiêu thụ chủ yếu tại địa phương, không được nhắm mục tiêu thương mại.